# Call of Duty: Roads to Victory
Call of Duty: Roads to Victory – gra komputerowa z gatunku first-person shooter osadzona w realiach II wojny światowej, wyprodukowana przez studio Amaze Entertainment i wydana w 2007 roku przez Activision na konsolę PlayStation Portable.
Akcja Roads to Victory rozgrywa się w latach 1944–1945 i tradycyjnie dla serii jest rozgrywana z różnych perspektyw. Gracz wciela się w trzy postacie: amerykańskiego spadochroniarza z 82. Dywizji Powietrznodesantowej, brytyjskiego komandosa oraz kanadyjskiego strzelca wyborowego. Każdy z bohaterów ma inne, specyficzne dla jego profesji zadania, wśród których znajdują się skoki spadochronowe oraz obsługiwanie stacjonarnego ciężkiego karabinu maszynowego.
Call of Duty: Roads to Victory jest przeznaczonym na konsole przenośne produktem ubocznym Call of Duty 3, który został odebrany chłodno przez recenzentów. Powodem narzekań były pozbawiona werwy mechanika gry oraz krótki czas trwania. Różnie oceniano natomiast jakość jej sterowania i oprawę audiowizualną, przypominającą Call of Duty 3 na PlayStation 2. Entuzjazm wśród krytyków wzbudziły natomiast misje, w których gracz znajduje się na pokładzie bombowca i zestrzeliwuje samoloty wroga.